# Георг II Карл Рудолф фон Лайнинген-Вестербург
Георг II Карл Рудолф фон Лайнинген-Вестербург (на немски: Georg II Karl Rudolf zu Leiningen-Westerburg; * 2 март 1666; † 4 май 1726 във Вестербург) е граф на Лайнинген-Вестербург в Нойлайнинген.
Той е най-малкият син на граф Георг Вилхелм фон Лайнинген-Вестербург (1619 –1695) и съпругата му графиня София Елизабет фон Липе-Детмолд (1626 – 1688), дъщеря на граф Симон VII фон Липе (1587 – 1627) и втората му съпруга графиня Мария Магдалена фон Валдек-Вилдунген (1606 – 1671). Братята му са Симон Филип (1646 – 1676, убит в дуел в Грюнщат), Фридрих Вилхелм (1648 – 1688), Йохан Антон (1655 – 1698), Христоф Христиан (1656 – 1728) и Хайнрих Христиан Фридрих Ернст (1665 – 1702).
Георг II Карл Рудолф умира на 4 май 1726 г. на години във Вестербург, Рейнланд-Пфалц.

## Фамилия
Георг II Карл Рудолф се жени на 27 май 1684 г. за графиня Анна Елизабет Вилхелмина фон Бентхайм-Текленбург (* 1641; † 26 май 1696), вдовица на граф Филип Конрад фон Бентхайм-Щайнфурт (1627 – 1668), дъщеря на граф Мориц фон Бентхайм-Текленбург (1615 – 1674) и принцеса Йохана Доротея фон Анхалт-Десау (1612 – 1695). Те нямат деца.
Георг II Карл Рудолф се жени втори път 1697 г. за фрайин Анна Магдалена фон Боденхаузен (* 6 октомври 1660; † 6 септември 1709). Те имат един син:
- Георг Вилко Фридрих (1699 – 1718 в Париж)

Георг II Карл Рудолф се жени трети път на 2 (23) февруари 1711 г. в Августенбург, Дания за графиня Маргарета Христиана Августа фон Гилдевнльов-Данескийолд-Лаурвиг (* 18 юли 1694; † 8 юли 1761), дъщеря на граф Улрих Фридрих фон Гилдевнльов-Данескийолд-Лаурвиг (+ 1704) и графиня Антоанета Августа фон Алденбург (1660 – 1701). Те имат децата:

- Карл Фридрих Фердинанд (1715 – 1715)
- Георг Карл I Август Лудвиг (1717 – 1787), граф на Лайнинген-Вестербург в Нойлайнинген, женен на 7 май 1741 г. във Филипсайх за графиня Йохана Елизабет Амалия фон Изенбург-Бюдинген-Филипсайх (1720 – 1780)
- Георг Ернст Лудвиг (1718 – 1765), женен 1738 г. за графиня Мария Луиза фон Визер (1710 – 1773)
- Фердинанд Полексиус Хайнрих (1720 – 1789)
- Георг Фридрих Лудвиг Август Вилхелм Магнус (1724 – 1724)
- София Елизабет Антония Мария Албертина (1712 – 1765), монахиня в Майнц
- Амалия Магдалена Христиана Каролина (1713 – 1800), омъжена 1744 г. за граф Винценц Лерхе († 1757)
- Фридерика Георга Маргарета Улрика (1714 – 1797)
- Анна Августа София Катарина Луиза (1722 – 1764), омъжена 1764 г. за Конрад фон Холщайн, господар на Вишхоф († 1803)